# 19542 Lindperkins
19542 Lindperkins este un asteroid din centura principală de asteroizi.

## Descriere
19542 Lindperkins este un asteroid din centura principală de asteroizi. A fost descoperit pe 10 mai 1999 la Socorro, New Mexico, în cadrul proiectului LINEAR. Asteroidul prezintă o orbită caracterizată de o semiaxă mare de 2,30 ua, o excentricitate de 0,06 și o înclinație de 2,6° în raport cu ecliptica.